# روبن سارگسیان
روبن سارگسیان (ارمنی: Ռուբեն Սարգսյան؛ ۲۲ نوامبر ۱۹۴۵ – ۶ آوریل ۲۰۱۳) آهنگساز اهل ارمنستان و استاد کنسرواتوار دولتی کومیتاس ایروان بود.

## زندگی‌نامه
وی در ۲۲ نوامبر ۱۹۴۵ در ایروان به دنیا آمد و از کالج دولتی موسیقی رومانوس ملیکیان و کنسرواتوار دولتی کومیتاس ایروان فارغ‌التحصیل شد. وی برندهٔ جوایزی همچون جایزه دولتی جمهوری ارمنستان شده‌است. وی در ۶ آوریل ۲۰۱۳ در سن ۶۷ سالگی در ایروان درگذشت.